# Michael Callahan
Michael "Mike" Callahan, född 23 september 1999, är en amerikansk professionell ishockeyback som är kontrakterad till Boston Bruins i National Hockey League (NHL) och spelar för Providence Bruins i American Hockey League (AHL).
Han har tidigare spelat för Providence Friars i National Collegiate Athletic Association (NCAA) och Bloomington Thunder, Central Illinois Flying Aces och Youngstown Phantoms i United States Hockey League (USHL).
Callahan draftades av Arizona Coyotes i femte rundan i 2018 års draft som 142:a spelare totalt.

## Statistik
| 2013–2014   | Roxbury Latin Foxes          |             | 22  | 0  | 8  | 8  | —  | —  | — | — | — | — |
| 2014–2015   | Roxbury Latin Foxes          |             | 23  | 4  | 12 | 16 | —  | —  | — | — | — | — |
|             | NV River Rats                | MSHL        | 15  | 3  | 8  | 11 | 8  | —  | — | — | — | — |
| 2015–2016   | Roxbury Latin Foxes          |             | 24  | 6  | 13 | 19 | —  | —  | — | — | — | — |
|             | Cape Cod Whalers U16         | MSHL        | 12  | 2  | 4  | 6  | 6  | —  | — | — | — | — |
| 2016–2017   | Roxbury Latin Foxes          |             | 25  | 12 | 20 | 32 | —  | —  | — | — | — | — |
|             | Cape Cod Whalers U18         | MSHL        | 13  | 4  | 4  | 8  | 2  | —  | — | — | — | — |
|             | Cape Cod Whalers U18         |             | 22  | 0  | 0  | 0  | —  | —  | — | — | — | — |
|             | Bloomington Thunder          | USHL        | 2   | 0  | 0  | 0  | 0  | —  | — | — | — | — |
| 2017–2018   | Central Illinois Flying Aces | USHL        | 37  | 3  | 6  | 9  | 15 | —  | — | — | — | — |
|             | Youngstown Phantoms          | USHL        | 22  | 0  | 9  | 9  | 6  | 11 | 0 | 2 | 2 | 2 |
| 2018–2019   | Providence Friars            | NCAA        | 41  | 2  | 8  | 10 | 10 | —  | — | — | — | — |
| 2019–2020   | Providence Friars            | NCAA        | 34  | 5  | 23 | 28 | 20 | —  | — | — | — | — |
| 2020–2021   | Providence Friars            | NCAA        | 25  | 3  | 11 | 14 | 12 | —  | — | — | — | — |
| 2021–2022   | Providence Friars            | NCAA        | 38  | 3  | 11 | 14 | 16 | —  | — | — | — | — |
|             | Providence Bruins            | AHL         | 15  | 1  | 1  | 2  | 2  | —  | — | — | — | — |
| 2022–2023   | Providence Bruins            | AHL         | 55  | 1  | 7  | 8  | 34 | 4  | 0 | 1 | 1 | 5 |
| 2023–2024   | Providence Bruins            | AHL         | 70  | 4  | 13 | 17 | 26 | 4  | 0 | 1 | 1 | 0 |
| 2024–2025   | Boston Bruins                | NHL         | 1   | 0  | 0  | 0  | 0  | —  | — | — | — | — |
|             | Providence Bruins            | AHL         | 35  | 1  | 5  | 6  | 24 | —  | — | — | — | — |
| NHL totalt  | NHL totalt                   | NHL totalt  | 1   | 0  | 0  | 0  | 0  | —  | — | — | — | — |
| AHL totalt  | AHL totalt                   | AHL totalt  | 175 | 7  | 26 | 33 | 86 | 8  | 0 | 2 | 2 | 5 |
| NCAA totalt | NCAA totalt                  | NCAA totalt | 138 | 13 | 53 | 66 | 58 | —  | — | — | — | — |
| USHL totalt | USHL totalt                  | USHL totalt | 61  | 3  | 15 | 18 | 21 | 11 | 0 | 2 | 2 | 2 |